# Dindica basiflavata
Dindica basiflavata là một loài bướm đêm trong họ Geometridae.